# セント・ポール教会

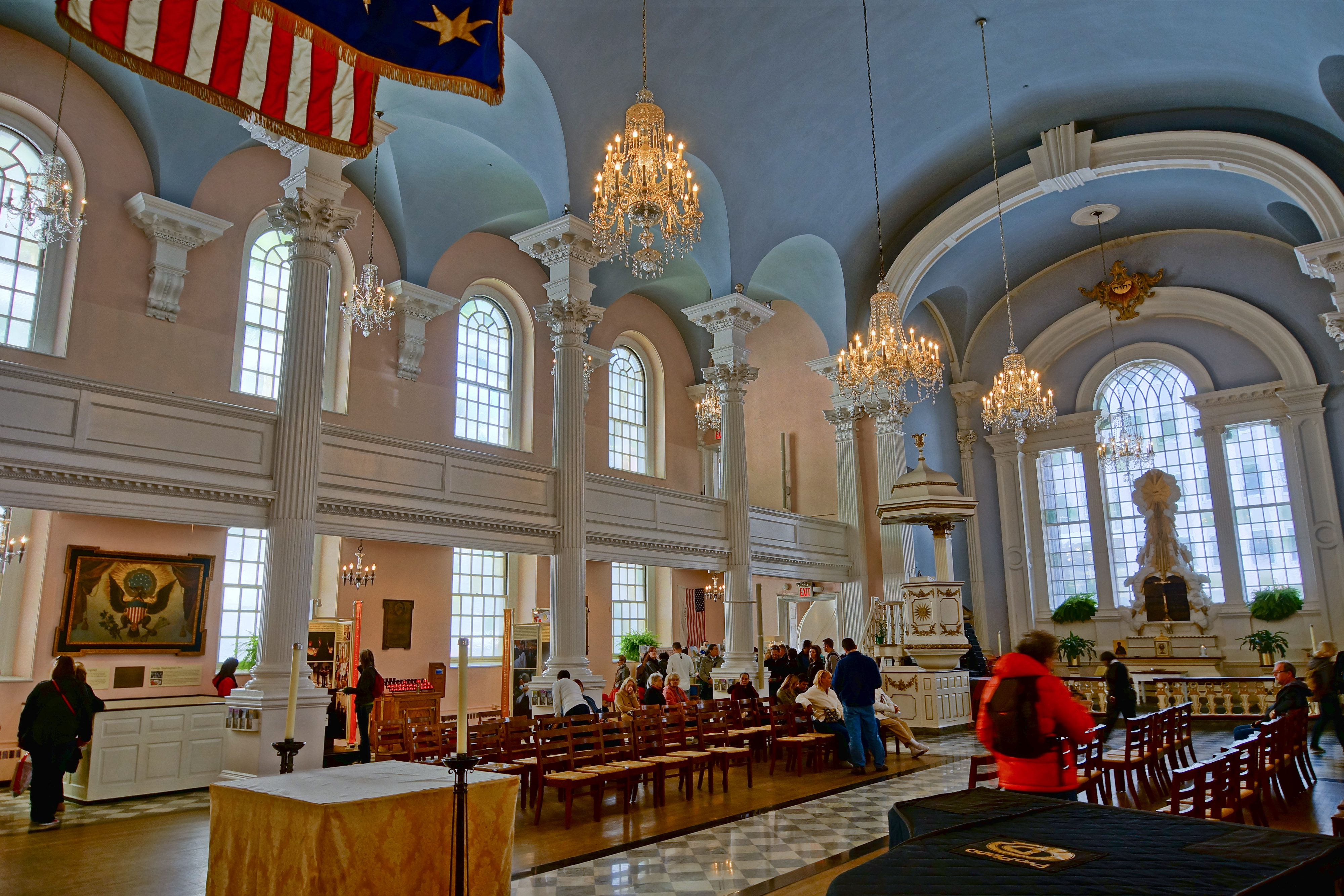
セント・ポール教会の内部

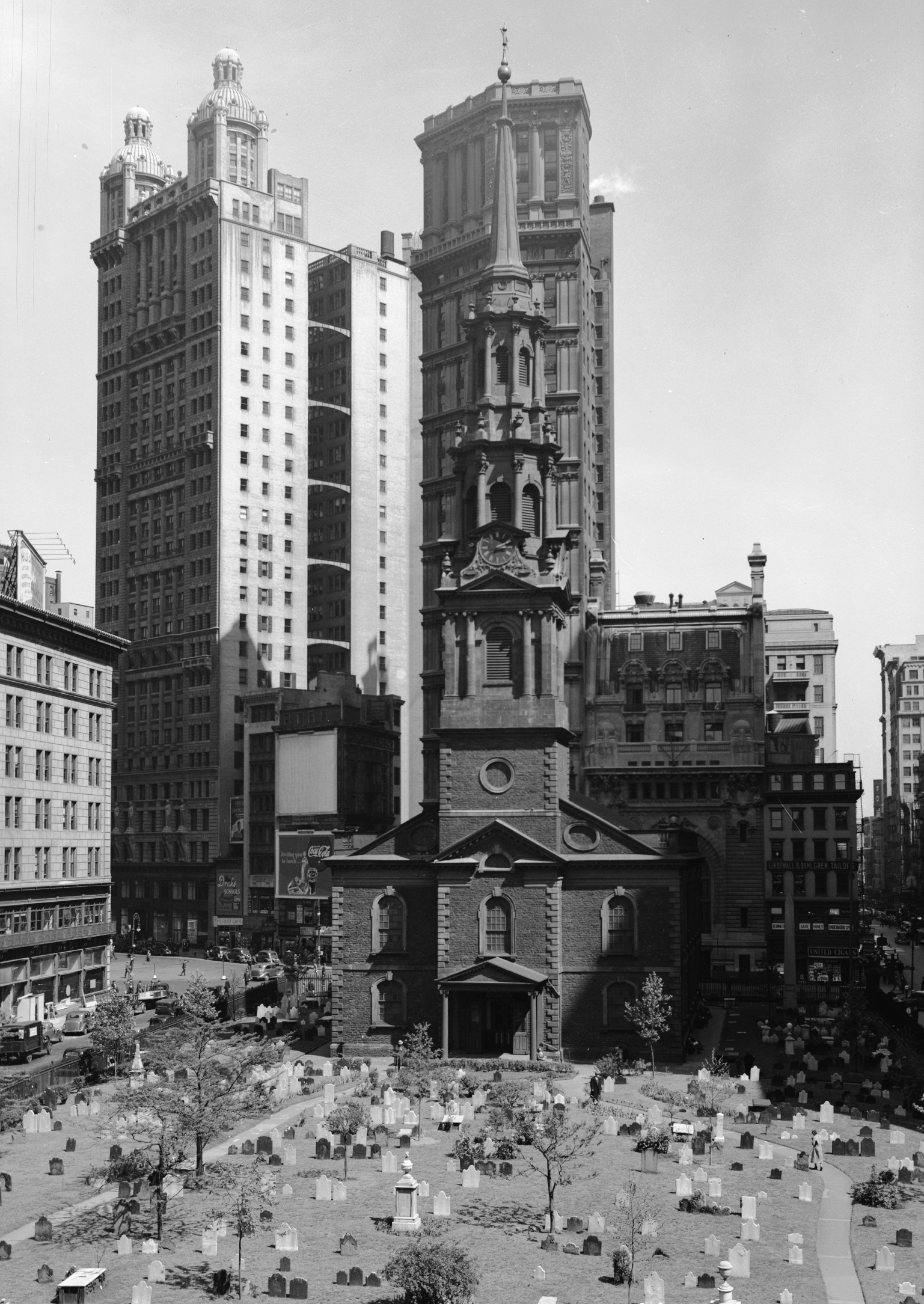
セント・ポール教会（1937年）

セント・ポール教会（英: St. Paul's Chapel）は、ニューヨーク市ロウアー・マンハッタンのフルトン通りとヴィージー通りの間のブロードウェイ209にある米国聖公会のチャペルである。マンハッタン最古の教会建築である。

## 歴史と建築
トリニティ教会教区の礼拝堂であるセント・ポール教会は、アン女王により与えられた土地に建てられ、建築家トーマス・マクビーンが設計し、名工アンドリュー・ゴーティアーが建てた。1766年に完成した当時は、マンハッタン島の南から拡大していく港湾都市部の少し北に離れた位置にあった。マザー教会はアクセスが悪いと考える教区民のために「安楽の礼拝堂」として建てられた。
ブラウンストーンのあるコインと共にマンハッタンに建てられ、セント・ポール教会はモデルとされることになるジェームズ・ギブスの聖マーティン教堂ロンドン教会のようなジョージア式建築特有の古典的なポルチコやツゲ材の部分、内装がある。八角形の塔は、正方形の基礎から伸び、リスィクラトスのコラレス記念碑（紀元前335年）の複製品が頭部におかれている。
内側は教会の質素で優雅な廊下は色が薄く、平らな天井や当時の内装を偲ばせるカットグラスのシャンデリアがある。トリニティ教会の荘厳な内装と比べて、この廊下や広大な桟敷は、参列者を励ますために居心地よく快適な特質を備えて造られていた。
ブロードウェイ側の教会の外装は、アメリカの原始様式に彫刻された教会の名前の由来であるパウロの樫の木の彫像になっている。東の窓の下は、アメリカ独立戦争の1775年のケベックの戦いで死んだリチャード・モントゴメリー准将の記念碑になっている。尖塔にある最初の鐘には「Mears London, Fecit [Made] 1797」と刻まれている。1866年に作られた第二の鐘は、教会の100周年を記念して加えられた。
この建物はニューヨーク市で継続して使われてきた最古の公共建築であることが理由の一つとして、1960年にアメリカ合衆国国定歴史建造物に認定された。教会はトリニティ教会などのニューヨーク市の4分の1が（当時はマンハッタンに限られていた）アメリカ独立戦争のロングアイランドの戦いの後に市が英軍に占領された後に焼き尽くされた1776年のニューヨーク大火を生き残った。

### 20世紀までの歴史
樫の心臓（アメリカ独立戦争の早期に組織された市民軍でキングズカレッジ（後のコロンビア大学）学生を一部含む）は、この教会の近くで行われるキングスカレッジの授業の前に、教会の庭で訓練を受けることになる。アレクサンダー・ハミルトンはこの部隊の将校であった。
ジョージ・ワシントンはアメリカ合衆国議会の議員と共に1789年4月30日にアメリカ合衆国大統領就任式をフェデラル・ホールで行った後に、セント・ポール教会で礼拝を行った。ワシントンはニューヨークが首都だった2年間にもまた、セント・ポール教会の式典に参加していた。ワシントンの信徒席の上は、18世紀のアメリカ合衆国の国章の油絵であり、1782年に採用された。
教会には初期のニューヨークにおいて高められた彫像技術の証明となる記念碑が数点ある。ジャン・ジャック・カフィエリ（1777年）が彫刻したリチャード・モントゴメリー（ケベックの戦いの英雄）の記念碑やジョージ・ワシントンの元々の信徒席、ワシントンD.C.の意匠家ピエール・シャルル・ランファンが設計した「聖なるもの」と呼ばれるネオ・バロック彫刻がそうである。講壇は宝冠や6つの羽根飾りで飾られ、14個の建築以来のカットグラスシャンデリアは、身廊や桟敷に吊るされている。

### 2001年9月11日
セント・ポール教会の後は、チャーチ・ストリートになっていて、反対側はワールドトレードセンターの東側になっている。ワールドトレードセンターのツインタワーの倒壊に発展した2001年9月11日の攻撃後にセント・ポール教会はWTCの復興作業員のための休憩所や避難所として活用された。
8か月の間、何百人ものボランティアが24時間体制の12時間シフトで働き、食事や寝床の準備・提供やカウンセリング、礼拝などを消防士、警察、建設労働者たちとともに行った。また、マッサージ療法士、カイロプラクター、足治療医や音楽家たちも被災者の救済に付き合った。
この教会は窓が壊れることすらなく生き延びた。教会の歴史が伝えるところでは、飛んできた残骸は教会の敷地の北西の角のシカモアの木に当たり、建物は奇跡的に無事だった。この木の根は彫刻家のen:Steve Tobinによってブロンズの記念碑の中に保存されている。教会のオルガンは煙と粉塵によって大きな損傷を受けたが、修理調整され再び使用されている。
教会の敷地を囲むフェンスは、訪問者たちがこの出来事への簡単なお供えをそえる主要な場所となった。フェンスが花や写真、テディベア、その他の身の回り品などで埋め尽くされるようになった後、教会はお供えを取り付けることができるパネルを公式に設置することを決めた。このパネルの数は15で済むだろうという当初の予想を大きく上回り、最終的には400のパネルが必要となった。
ルドルフ・ジュリアーニは市長退任のスピーチを2001年12月27日にこの教会で行った。
この教会では、この出来事の歴史を音声・動画で公開しており、追悼の横断幕が多く飾られていることから、今でも観光地として多くの人が訪れている。数々の展示物をこの教会で見ることができる。教会に入ると最初に飾られているのは、ある警察の制服がアメリカ中から送られてきた警察や消防士の布切れで覆われている"Healing Hearts and Minds"という作品である。最も目を引くのは世界中の様々な場所から送られてきた様々な色の旗を織り込んで、信者席の上に吊るされている"Thread Project"である。

## 奉仕活動
セント・ポール教会はトリニティ教会教区の一員として、平日コンサート、特別講義、ホームレス保護所などの奉仕活動をとても活発に行っている。
2006年9月10日の晩、セント・ポール教会は、アメリカ同時多発テロ事件の五周年特別奉仕活動に加えて、ジョージ・W・ブッシュ大統領、ヒラリー・クリントン上院議員、ジョージ・パタキ州知事、そしてマイケル・ブルームバーグおよびルドルフ・ジュリアーニ市長が出席する記念奉仕活動を主催した。
この教会は多くの有名な礼拝者を接待している。ジョージ・ワシントンは大統領就任式の1789年4月30日にここで礼拝を行っている。ニューヨーク市がアメリカの首都であった二年間でトリニティ教会が再建中だったときも、彼はこの教会での活動に参加している。ワシントンの信徒席の上にはアメリカ合衆国国璽（1782年採用）の絵が吊るされている。これは教会の聖具保管室によって1785年に発注された。この絵の作者は不明である。
ワシントンの信徒席から建物の反対側は、ニューヨーク州の初代司政者ジョージ・クリントンがセント・ポール教会を訪れたときに使用したニューヨーク州知事用の信徒席であり、ニューヨーク州の紋章が彼の参拝を記念して掘られている。他の歴史的な礼拝者には、William王子、後のウィリアム4世、チャールズ・コーンウォリス、ウィリアム・ハウ、アメリカにおけるイギリス軍最高司令官および合衆国大統領グロバー・クリーブランド、ベンジャミン・ハリソン、ジョージ・W・ブッシュらがいる。

## ギャラリー

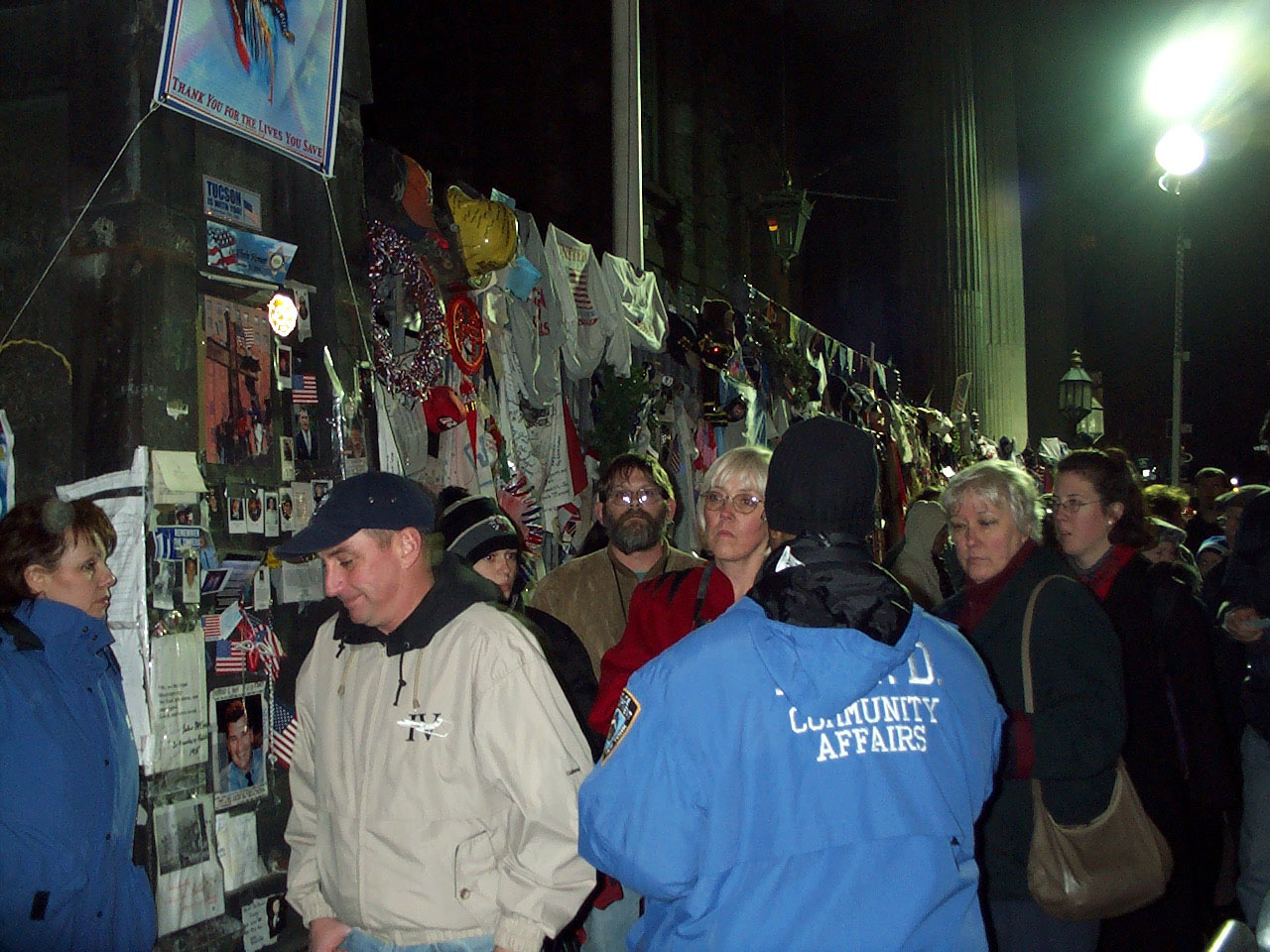
9月11日のアメリカ同時多発テロ事件の後は、この礼拝堂は臨時の追悼礼拝施設となった。
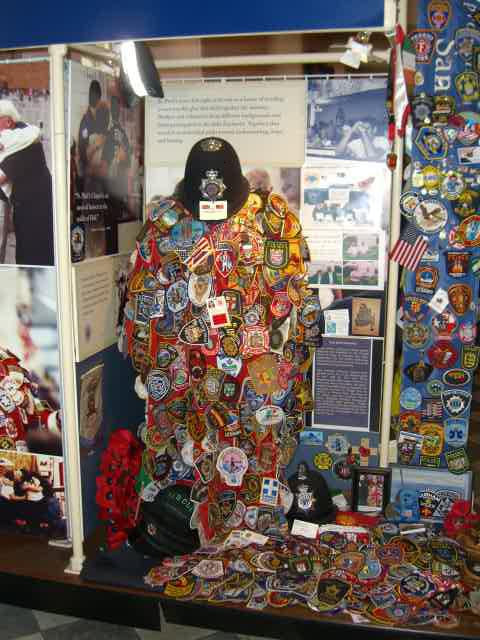
チャペル内に展示されている"心と精神の癒し (Healing Hearts and Minds) "は、世界中から送られた警察や消防の布片、赤いチャジブル（司祭の上着）、そして頂上にはBritish Bobbyのヘルメットが飾られた作品である。
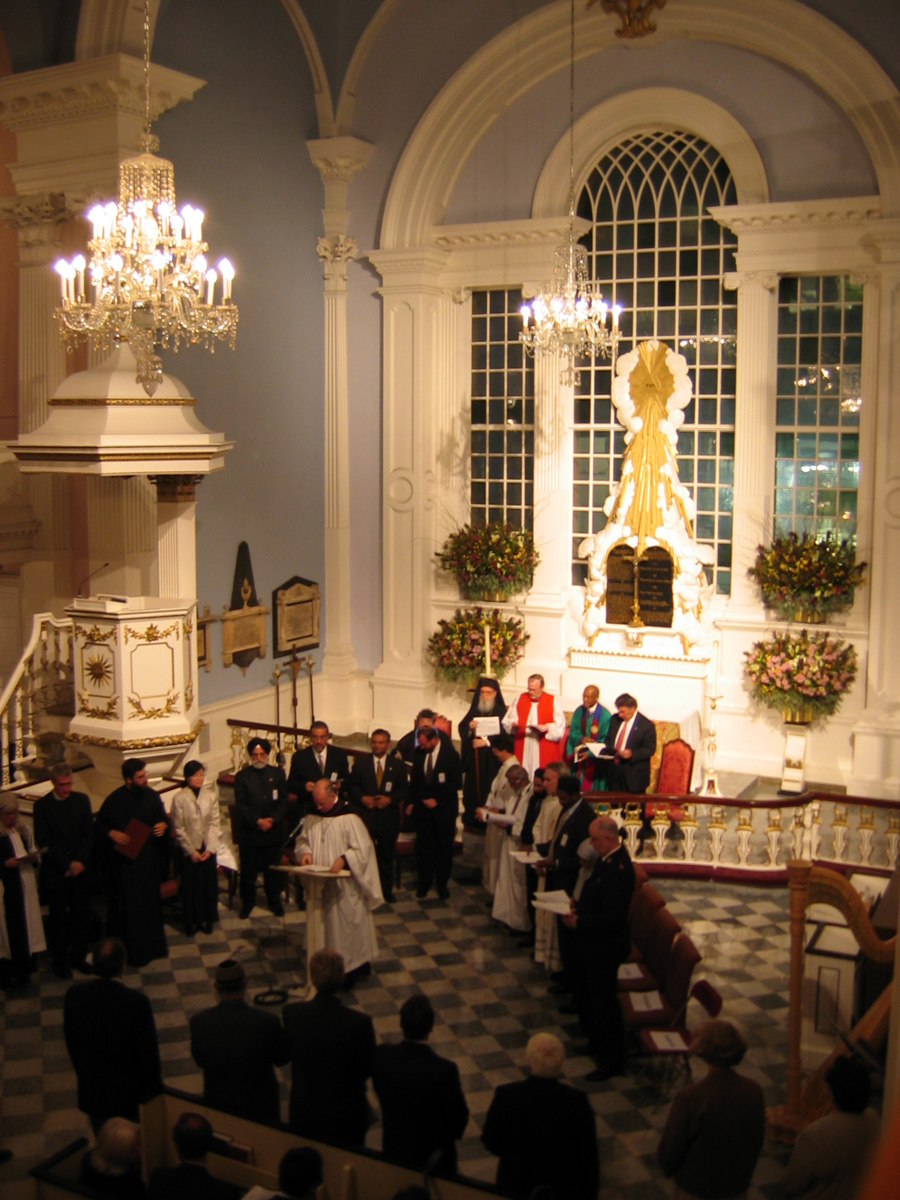
2006年9月11日の異教徒間交流サービス
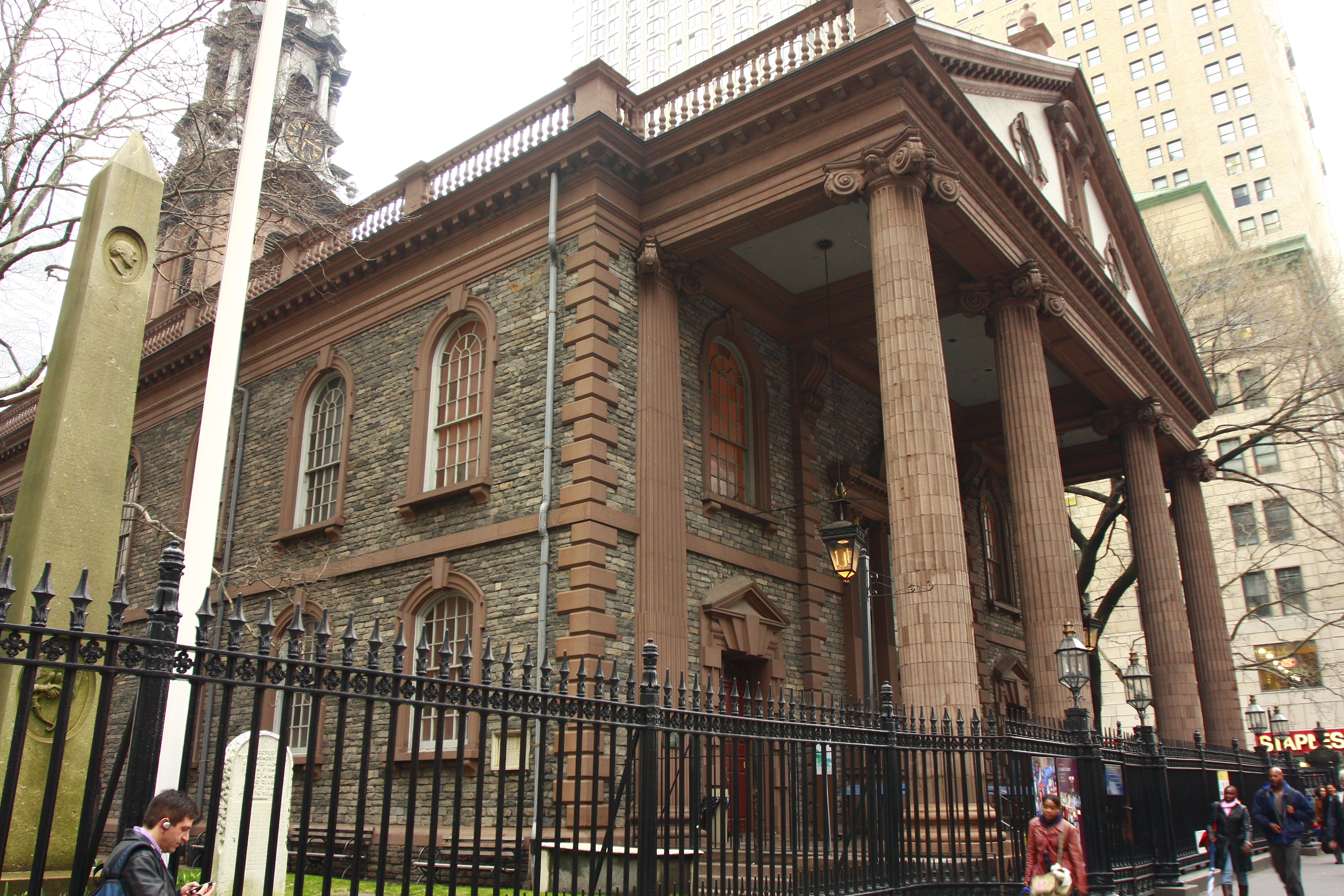
フルトン・ストリートから見た建物

## 参照
注
1. ↑  National Park Service (15 March 2006). "National Register Information System". National Register of Historic Places. National Park Service. {{cite web}}: Cite webテンプレートでは|access-date=引数が必須です。 (説明)
2. 1 2  “St. Paul's Chapel”. National Historic Landmark summary listing.   National Park Service (2007年9月11日). 2014年4月13日時点のオリジナルよりアーカイブ。2014年4月15日閲覧。
3. ↑  Nevius, Michelle and Nevius, James. Inside the Apple: A Streetwise History of New York City. New York: Free Press, 2009. ISBN 141658997X, p. 108
4. ↑  “["St. Paul's Chapel", October 11, 1975, by Patricia Heintzelman (PDF, 312 KiB) National Register of Historic Places Inventory-Nomination]”.   National Park Service (1975年10月11日). 2014年4月15日閲覧。
5. ↑  “[St. Paul's Chapel--Accompanying photos, exterior, from 1975 and 1967. (PDF, 474 KiB) National Register of Historic Places Inventory-Nomination]”.   National Park Service (1975年10月11日). 2014年4月15日閲覧。
6. ↑  Davidson, Roger H., Walter J. Oleszek (2006). Congress and Its Members. CQ Press. p. 13
7. ↑  “Church organ from St. Paul's Chapel - damaged in 9/11 attacks - returned in time for Easter”.   New York Daily News (2009年4月9日). 2014年4月15日閲覧。
8. ↑  “St. Paul's and the Three Georges”.   St. Paul's Chapel (2006年9月10日). 2006年12月2日時点のオリジナルよりアーカイブ。2014年4月15日閲覧。